# BR 185
Электровоз BR 185 — четырёхосный многосистемный электровоз немецких железных дорог, который наряду с локомотивами серий BR 101, BR 145, BR 146, BR 152 и BR 189 является составной частью новой программы Deutsche Bahn (DB) по выпуску и эксплуатации электровозов трёхфазного тока с асинхронными двигателями.
По роду деятельности локомотивы серии 185 позиционируются как универсальные, то есть могут использоваться для вождения как пассажирских, так и грузовых поездов. Но особая роль отводится применению электровозов в дальних межгосударственных грузовых перевозках.

## История создания и особенности электровоза
11 июля 2000 г., ровно 3 года и один день спустя после презентации электровоза BR 145 в Хеннингсдорфе, где располагается офис ADtranz, теперь уже в Касселе на месте прежнего завода Хеншель совместно фирмой ADtranz и DB Cargo был представлен общественности локомотив серии 185—003 в качестве перспективного массового мощного электровоза для грузовых перевозок. После проведения испытаний на трёх опытных экземплярах (электровозы BR 185—001 до 003), начиная с 2001 года серия 185 вошла в серийное производство. Было заказано порядка 400 электровозов. (Для справки: первоначально примерно в таком же количестве было заказано производство электровозов BR 145, который рассчитан на работу при одном напряжении в контактной сети (15 кВ/16,67 Гц), но впоследствии выбор пал на двухсистемные BR 185, чтобы можно было осуществлять грузовые перевозки не только по Германии, Австрии, Швейцарии и Швеции, где напряжение в контактной сети составляет 15 кВ/16, 67 Гц, но и по дорогам Франции, Люксембурга, Дании, Венгрии и Чехии, где напряжение в контактной сети — 25 кВ/50 Гц).
Электровозы серии 185 до некоторой степени являются первыми серийными электровозами, полностью оснащёнными компанией ADtranz новой системой обеспечения безопасности движения поездов по европейским нормам (ETCS/ERT-MS). До этого такое оборудование впервые было установлено заводом в Касселе в конце 2000 года на электровозах BR 101. Поначалу BR 185 был допущен к эксплуатации только по дорогам Германии, но потом шаг за шагом ему было разрешено работать в других странах. В 2002—2003 годах ещё не было запланировано пересечение локомотивами серии 185 государственной границы Германии. Затем Дания и Швеция дали «добро» на работу BR 185 на своих железных дорогах. Система ETCS позволяет эксплуатировать локомотивы при различных видах сигнализации, применяемых в конкретных странах. При этом на дисплее на пульте машиниста выводится информация о текущей сигнализации.
Непременным условием управления локомотивом является исполнение двойной процедуры: первая по отношению к режимам тяги-торможения, вторая — по обеспечению соответствия ETCS-стандартам безопасности движения. Поэтому на электровозе BR 185 также установлены две системы: одна - традиционная немецкая, обязательная к применению, и вторая — новая, которая ещё должна быть одобрена.
Есть некоторые сомнения по поводу новой системы безопасности движения, которая должна быть хорошо протестирована перед внедрением. Потому соседние страны не спешат допускать на свои магистрали «иностранных гостей». Одним не подходит конструкция силового электрооборудования, другие сетуют на механические проблемы (как, например, с электровозами BR 152).
Отличительными особенностями электровоза являются наличие на крыше четырёх токоприёмников полупантографного типа вместо двух, как в сериях 145 и 146, четырёх макрофонов (аналогов наших тифонов — сигналов большой громкости), тоже вместо двух. Для возможности прохождения электровоза по французским железным дорогам, имеющим более низкий уровень подвески контактного провода, токоприёмники для снятия напряжения 25 кВ установлены ниже относительно нормального уровня на 105 мм. Кроме того, претерпела изменение крыша и элементы воздухозабора вследствие установки дополнительных устройств для работы на напряжении 25 кВ и переноса некоторых агрегатов на крышу из-за изменения планировки машинного отделения (например, трансформатор на 25 кВ надо же было куда-то деть).
Кроме того, масса электровоза возросла по сравнению со своими собратьями (сериями 145 и 146) на 4 тонны. В процессе выпуска возможны и другие изменения в конструкции.
По сравнению с односистемными BR 145 185-е обладают большим потенциалом и могут получить распространение не только в сети железных дорог Германии, как в Deutsche Bahn, но и применяться в других странах, например, Дании и Швеции, где своих локомотивостроительных заводов больше нет. Проявляет интерес к 185-й серии Швейцария.

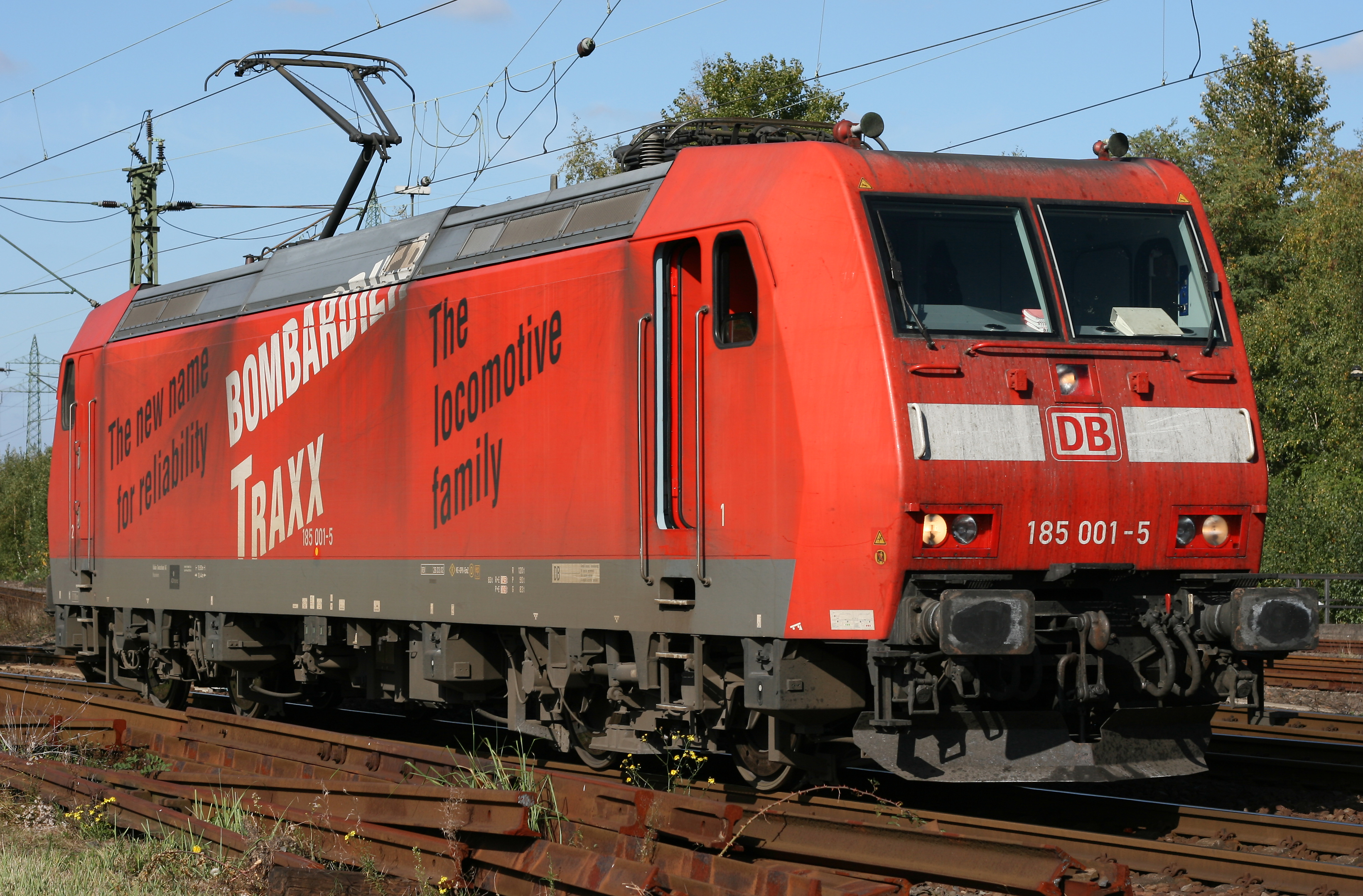
Электровоз серии 185

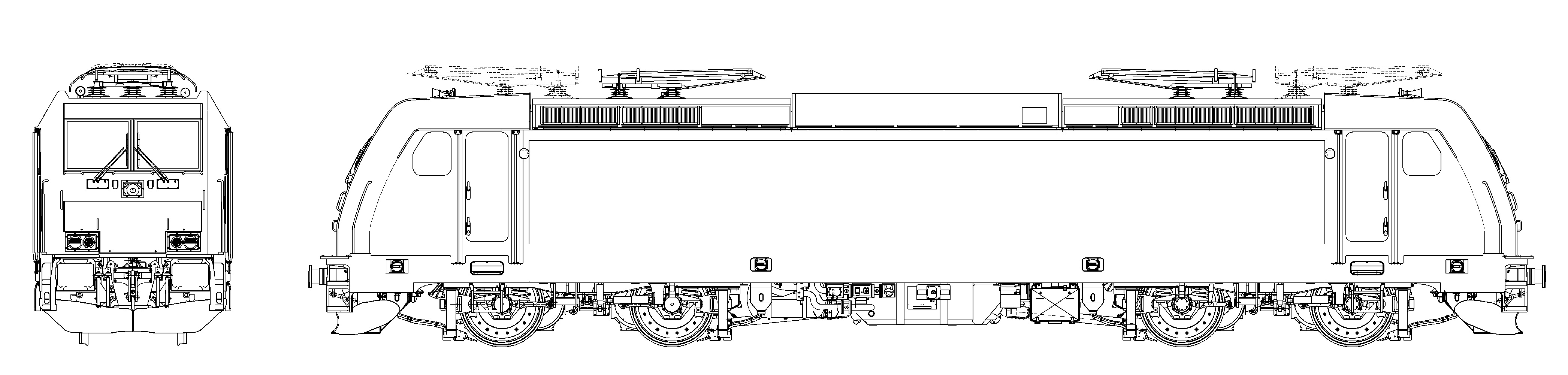
Вид электровоза серии 185 спереди и сбоку

Конкурентом серии 185 служит серия 182 (BR 182), которая тоже является двухсистемной и применяется в основном в центральноевропейском регионе — Австрии и Германии.
В процессе серийного выпуска для снижения себестоимости изготовления начали применять для скоростных электровозов серии 185 тележки от серии 146, рассчитанные на скорость 200 км/ч, а также несколько облегчённые электродвигатели мощностью не более 5,5 МВт. Многие компоненты были позаимствованы из конструкции опытного электровоза BR 128-001 (построенного в 1994 году и проектировавшегося фирмой ADtranz в качестве прототипа универсального электровоза с асинхронными трёхфазными двигателями) мощностью 6,5 Мвт. Кроме того, были взяты результаты испытаний от экспериментального образца аналогичного электровоза, но уже фирмы Siemens, локомотива BR 127-001.
Стоимость локомотива - примерно 2,5 млн евро (для оптовых покупателей).
Все локомотивы DB принадлежат DB-Railion (бывш. DB-Cargo), приписаны к депо Mannheim и заняты в грузовых перевозках.
В 2015 году на базе серии TRAXX был спроектирован и построен грузовой электровоз 2ЭВ120, предназначенный для эксплуатации на железных дорогах с шириной колеи 1520 мм на участках, электрифицированных на переменном токе ~25 кВ и постоянном токе 3 кВ.

## Технические характеристики
- Год начала выпуска — 2000
- Завод-изготовитель — ADtranz
- Ширина колеи — 1435 мм
- Количество выпущенных единиц — 400
- Тип — двухсистемный переменного тока
- Напряжение контактной сети — 1,5 кВ, 3 кВ, 15 кВ/16,67 Гц, 25 кВ/25 Гц
- Осевая формула — 20-20
- Конструкционная скорость — 140 км/ч
- Номинальная мощность электровоза — 5600 кВт (7200 л. с.)
- Сила тяги при трогании с места — 300 кН
- Продолжительная сила тяги — 265 кН
- Мощность динамического тормоза — 150 кН
- Тип динамического тормоза — рекуперативный
- Дополнительный тормоз — электропневматический с электронным управлением
- Масса электровоза — 84 т
- Нагрузка на ось — 21 т
- Длина по буферам — 18 900 мм
- Ширина кузова — 2978 мм
- Расстояние по осям тележек — 13 000 мм
- База тележки — 2600 мм
- Диаметр колеса — 1210 мм
- Тип тягового привода — опорно-рамный интегрированный
- Тип тормозной системы — пневматическая KE GPR EmZ (D) (ep)
- Тип тормозных колодок — дисковые двухстороннего нажатия
- Тормозная сила: E+E/R — 145 / 123 т; P+E — 105 т; P/G — 90 / 83 т
- Минимальный радиус проходимых кривых — 100 м

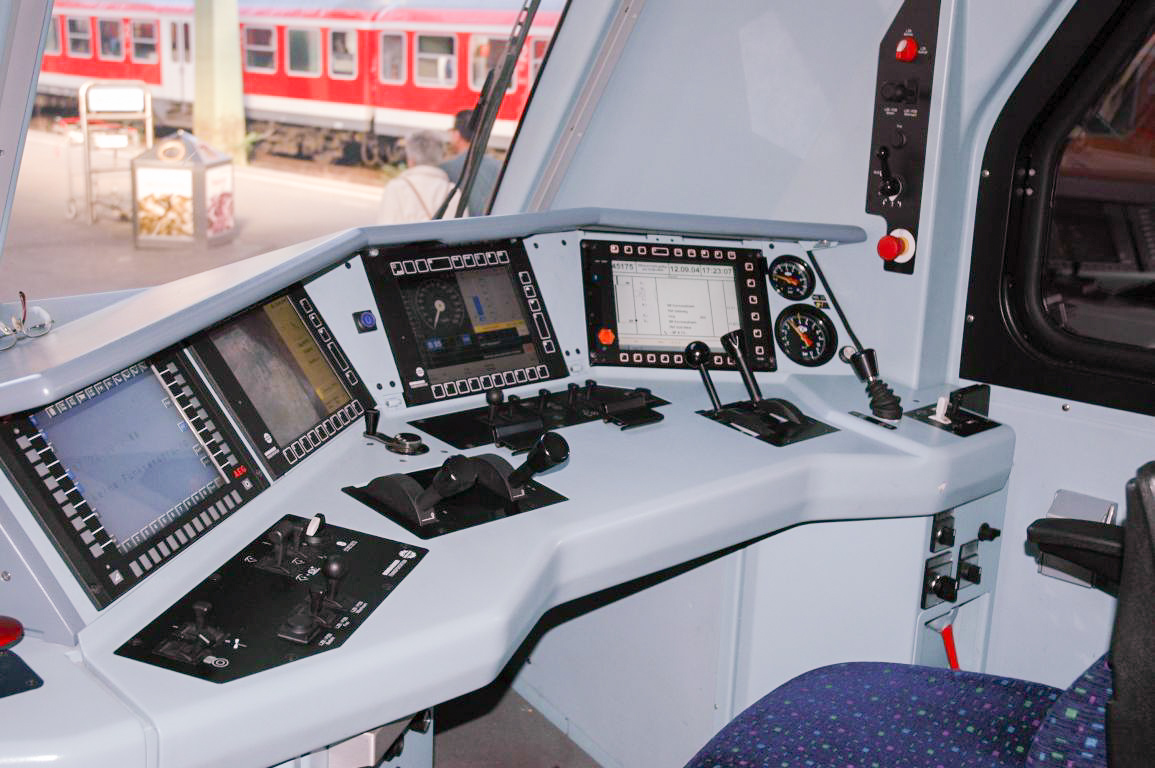
Вид на пульт управления электровозом

Электровоз оснащён электронными системами защиты и сигнализации производств компаний Siemens или Bombardier, которые соответствуют стандартам железных дорог Европейского союза, а также автоматической системой управления тормозами и тягой.
Возможна работа электровоза:
- по системе многих единиц (до 4 электровозов)
- двойной тягой
- с применением вагонов управления.

## Конструкция электровоза

### Механическая часть
Механическая часть электровоза состоит из кузова с расположенным в нём оборудованием, двух кабин управления по концам кузова, несущей рамы кузова, на которой смонтированы все узлы и агрегаты электровоза, двух тележек с установленными на них тяговыми электродвигателями и тяговым приводом, крыши и крышевого оборудования.

#### Рама электровоза
Рама электровоза коробчатого сечения, состоит из двух боковых и одной средней продольных балок, двух поперечных подтрансформаторных балок, двух несущих поперечных балок, на которых кузов опирается на тележки через вторичную ступень рессорного подвешивания, а также двух буферных брусьев.

#### Тележка электровоза
Рама тележки сварной конструкции из двух продольных, одной средней поперечной и двух поперечных концевых балок, через одну из которых посредством продольной штанги передаётся тягово-тормозное усилие на кузов электровоза.

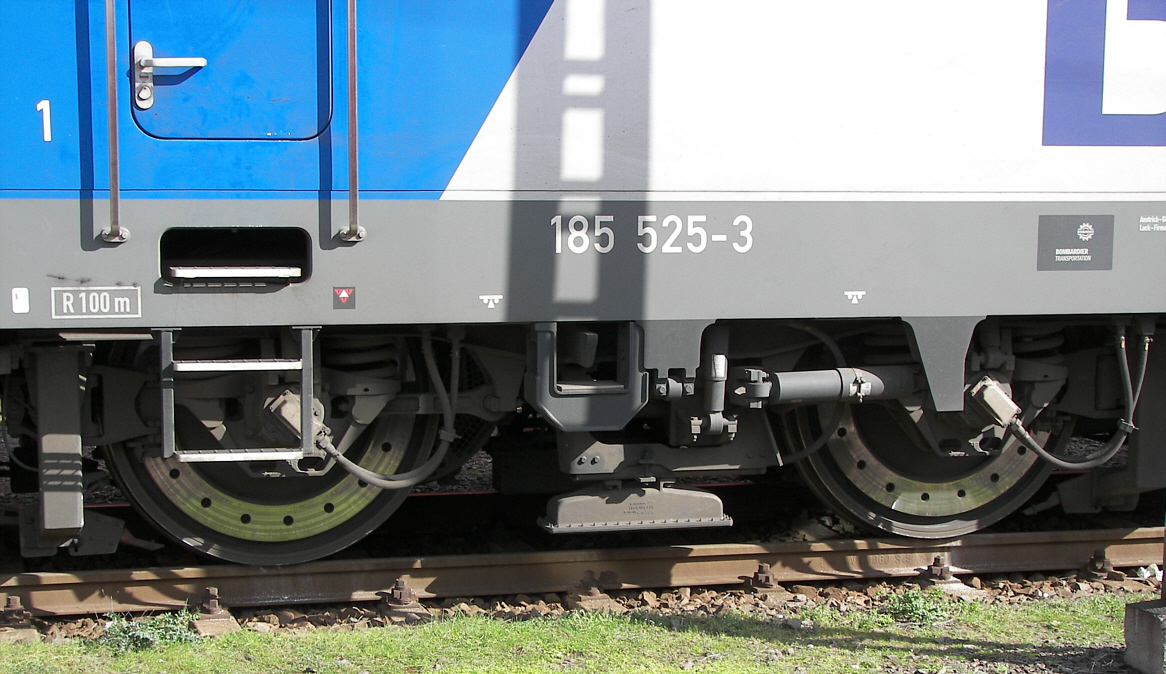
Тележка электровоза BR 185

#### Колёсные пары, буксовые узлы и рессорное подвешивание
Колёсные пары цельнолитые, на концах имеются выступы для буксовых узлов. Рессорное подвешивание пружинное, дополнительно установлены гидравлические гасители колебаний. На колёсных парах установлены двухсторонние тормозные диски.

#### Тяговые двигатели и привод
Тяговые электродвигатели — асинхронные трёхфазные. Тяговый привод — с опорно-рамной подвеской тяговых электродвигателей и односторонним расположением редуктора. Передаточное отношение — 5,23 (22:115). К раме тележки двигатели подвешены через качающуюся маятниковую опору.

#### Кузов электровоза
Кузов электровоза вагонного типа, по концам которого находятся кабины управления. Вдоль кузова проходит коридор, по обеим сторонам которого установлены агрегаты и силовое оборудование электровоза.

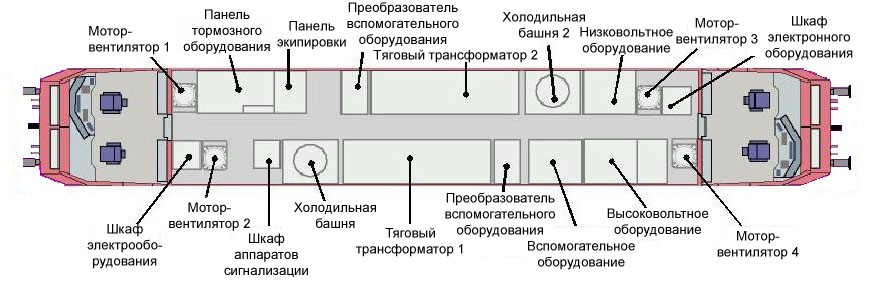
Расположение оборудования в кузове электровоза BR 185

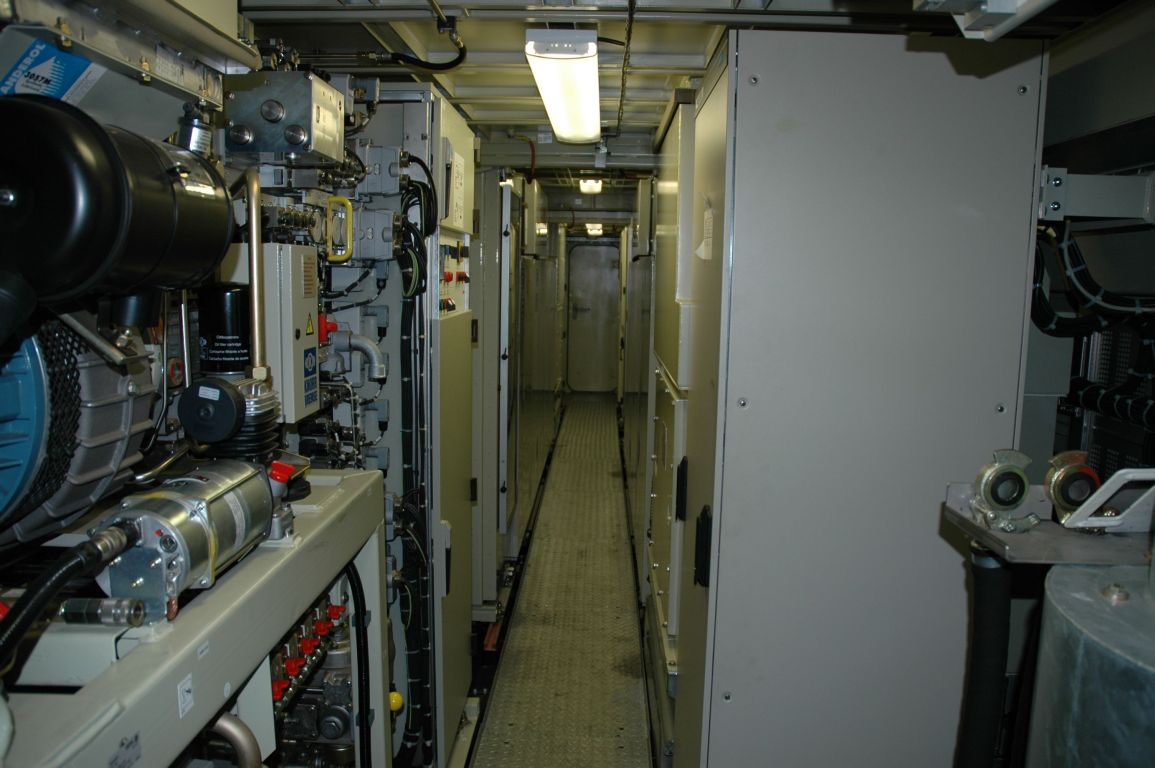
Машинное отделение электровоза серии 185

Монтаж агрегатов и узлов в кузове производится через съёмную крышу, состоящую из трёх частей.

### Пневматическая система

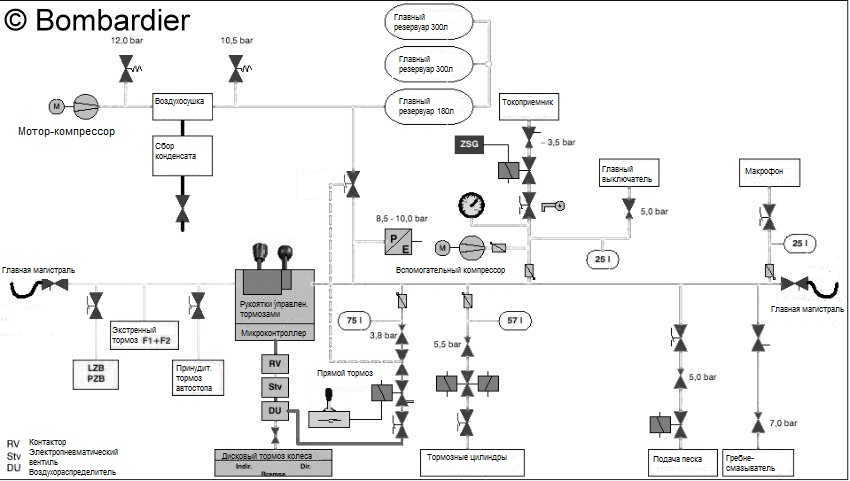
Пневматическая система электровоза (упрощённая)

#### Компрессор и главная магистраль
Снабжение электровоза сжатым воздухом для работы агрегатов электровоза, тормозных устройств производится одним компрессором фирмы Knorr Bremse AG типа SL-20-5-61. Производительность компрессора - 144 м3/час. Для подъёма токоприёмника при отсутствии давления в главной воздушной (питательной) магистрали на электровозе установлен вспомогательный компрессор, вращение вала которого осуществляется электромотором, в свою очередь получающим питание от аккумуляторной батареи напряжением 110 В.
Сжатый воздух от компрессора поступает в главные резервуары - два по 300 л и один - 180 л. Общий объём резервуаров составляет 780 л. Для удаления влаги из главных резервуаров служат выпускные клапаны, работу по удалению влаги производит ремонтно-обслуживающий персонал в депо. Сухой воздух нужен для нормальной работы пневматического оборудования и препятствия коррозии и загрязнения металлических деталей.
Работой компрессора управляет задатчик давления. Он отрегулирован на включение компрессоров при падении давления в главной магистрали до 8,5 атм. (бар) и выключение при достижении давления в магистрали 10 бар.
Избыточное давление вызывает срабатывание одного из двух защитных вентилей, настроенных на давление в 10,5 и 12 бар соответственно.
Прочие воздушные резервуары и их объёмы:
- макрофон — 25 л;
- запасный тормозной резервуар — 57 л;
- дополнительный резервуар для подъёма токоприёмников, включения главного воздушного выключателя — 25 л;
- тормозной резервуар — по одному на каждую тележку, ёмкостью 75 л каждый.

#### Тормозная система
На электровозе установлена микропроцессорная система управления тормозами фирмы Knorr.
Обозначение тормозной системы: KE GPR EmZ (D) (ep),
где
- KE — тормозная система производства фирмы Knorr
- GPR — возможные установки тормоза — G, P и R (аналогии режимов груженный-порожний-средний)
- E — электродинамический тормоз
- mZ — вспомогательный тормоз (к электрическому)
- (D) — дисковый
- (ep) — электропневматический

Она состоит из следующих составляющих:
- многоступенчатого непрямодействующего самосрабатывающего пневматического тормоза;
- электронного управления давлением в воздушной магистрали (el);
- пневматического управления давлением в воздушной магистрали (pn);
- электродинамического тормоза (Е);
- электропневматического тормоза прямодействующего;
- стояночного тормоза.

Рукоятка тормоза соединена с потенциометром, подающим сигнал на считывающее устройство положения тормозной рукоятки, который в свою очередь посылает данные в устройство управления тормозами. Устройство управления обрабатывает полученный сигнал и включает электропневматические вентили на тормозной магистрали, осуществляющие выпуск или нагнетание воздуха из(в) магистрали(ль) и срабатывание торможения (отпуск тормозов) поезда.
При неисправности микропроцессорного оборудования происходит срабатывание электромагнитного контактора и переключение на пневматическое регулирование тормозами.
Уменьшение давления в тормозной магистрали приводит к срабатыванию воздухораспределителя и воздух из тормозного резервуара поступает в тормозной цилиндр, шток которого прижимает тормозные колодки к тормозным дискам на колёсных парах. Происходит торможение.
Электродинамический тормоз является независимым и может применяться параллельно пневматическому или самостоятельно. Тормозная сила образуется путём включения тяговых электродвигателей в режим генераторов с возвращением получаемого тока в контактную сеть. Регулирование торможением осуществляется электронным задатчиком тормоза по шине данных микропроцессорным устройством.
Прямой тормоз (локомотивный тормоз) посредством рукоятки вспомогательного тормоза управляет электропневматическими тормозами электровоза. Работает только в той кабине машиниста, откуда производится управление локомотивом, в другой (других — при работе по системе многих единиц) рукоятка находится в положении экстренного торможения и роли на торможение не влияет.
При торможении при повороте рукоятки тормоза разрывается питание магнитного вентиля. Из вспомогательного резервуара воздух через редукционный клапан, перекрывной кран прямого тормоза, обратный клапан поступает в воздухораспределитель и далее в тормозные цилиндры. Происходит прямое нажатие на тормозные диски, отсюда и название тормоза — прямой.
В режиме перекрыши осуществляется удержание тормозного положения, при утечке воздуха из тормозной сети, происходит её подпитка через воздухораспределитель.
В режиме отпуска происходит включение магнитного вентиля, который вызывает срабатывание воздухораспределителя на отпуск тормоза посредством выпуска воздуха из тормозных цилиндров.
Максимальное давление в тормозных цилиндрах — 3,8 бар (положение R) и 2,7 бар (положения P и G)
Стояночный тормоз с немецкого звучит как пружинный длительного действия. Полностью отпущен при наличии в цилиндрах стояночного тормоза давления воздуха 4,3 бар. Колодки прижимаются к колёсам под действием пружин в цилиндрах, наличие давления в которых уравновешивает силу сжатия пружин и отжимает тормозные колодки от колёс. Таким образом, потеря давления в цилиндрах приводит к срабатыванию стояночного тормоза. Управление тормозом производится двухпозиционным переключателем на задней стенке кабины машиниста.
При утечке воздуха из цилиндров стояночного тормоза в движении происходит срабатывание аварийного тормоза поезда путём подачи сигнала срабатывания стояночного тормоза в процессор управления тормозами электровоза.

### Электрическая часть электровоза

#### Силовая схема
Электровоз BR 185 является многосистемным локомотивом. Его силовая схема обеспечивает работу тяговых двигателей при напряжениях в контактной сети 25 кВ при частоте 50 Гц и 15 кВ — 16,67 Гц.

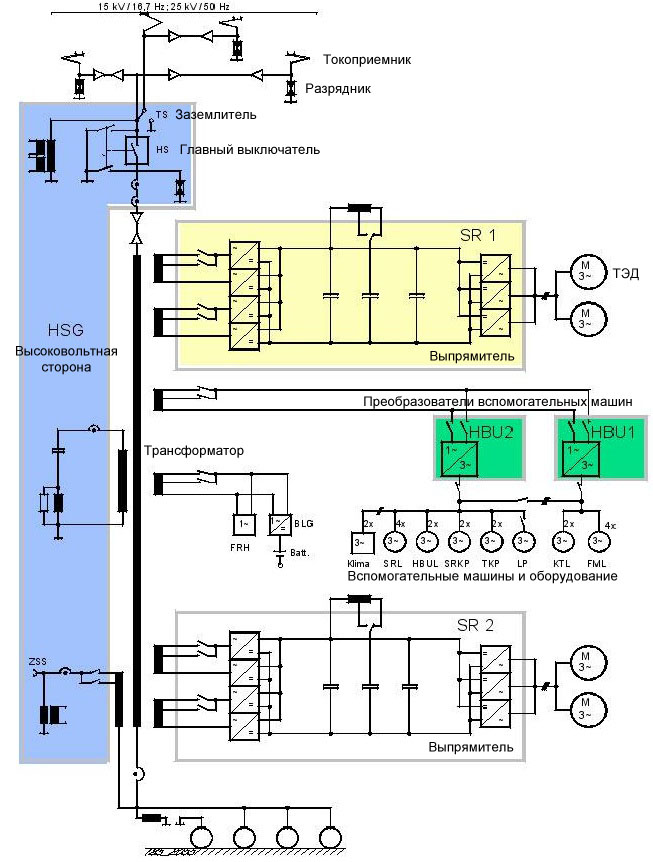
Упрощённая силовая схема электровоза

##### Токоприёмник
На крыше электровоза находятся четыре или два (в зависимости от исполнения) токоприёмника, позволяющие снимать электрический ток с контактной сети любого из вышеназванных напряжений. Различные вариации исполнения ширины полоза и высоты подъёма токоприёмников позволяют применять данную серию электровоза в странах, имеющих специфичную в этой стране национальную систему энергоснабжения железных дорог.
Соединение токоприёмника с главным выключателем осуществляется посредством высоковольтного кабеля через крышу электровоза внутри кузова. Токоприёмник установлен автоматически опускаемым, то есть, при недопустимом износе полоза или поломке токоприёмника, он будет автоматически опущен и приведён в нерабочее состояние.

##### Разрядник напряжения
Для защиты от высоковольтных перенапряжений, короткого замыкания и молний, на электровозе установлены 4 разрядника напряжений — три на крыше электровоза и один за главным выключателем. При недопустимых скачках напряжения или ударе молнии разрядники разрывают силовую цепь электровоза, таким образом предохраняя электрическое оборудование от повреждений.

##### Главный выключатель
Главный выключатель — однополярный вакуумный выключатель, не требующий обслуживания, с пружинным механизмом и вакуумной камерой. В вакуумной камере находятся силовые контакты. Включение-выключение производится пружинами. Для включения выключателя необходимо сначала создать давление в камере включения. На пружинах находится магнит, который удерживает подвижный контакт. При выключении выпускают воздух из камеры включения посредством клапана быстрого выпуска воздуха, при этом магнит ещё удерживает подвижный контакт и перемещает его в позицию заземления. Таким образом главный выключатель также выполняет роль заземлителя. В отпущенном положении магнит не удерживает подвижный контакт и соединение в силовой цепи отсутствует.

##### Трансформатор напряжения, сетевой фильтр
При поднятом токоприёмнике на входе перед главным выключателем имеется трансформатор напряжения, в задачу которого входит определение напряжения контактной сети. К этому трансформатору подключено устройство защиты электрических цепей электровоза.
Сетевой фильтр служит для фильтрации паразитных частот, которые мешают радиообмену и функционированию сигнальной системы. Превышение тока более допустимых величин фильтра вызывают автоматическое срабатывание главного выключателя на отключение.

##### Защита силовых цепей, тяговый трансформатор ивыпрямитель
Для защиты силовых электрический цепей отслеживаются следующие данные:
- ток на высоковольтной стороне трансформатора;
- ток замыкания на землю;
- паразитный ток частотой 100 Гц;
- ток в рельсовой цепи;
- ток фильтрации;
- напряжение контактной сети.

При попадании любой из вышеуказанных категорий в зону вне допустимого диапазона значений срабатывает главный выключатель на отключение.
Главный трансформатор преобразует поступающее через контактную сеть напряжение в пониженное напряжение, необходимое для нормальной работы узлов электровоза. Все вторичные обмотки намотаны на едином сердечнике главного трансформатора и образуют две ветви для выпрямителей тяговых двигателей (по одной на тележку) и одну ветвь для собственных нужд, необходимой для работы вспомогательных машин электровоза.
Трансформатор состоит из:
- одной первичной обмотки;
- четырёх тяговых вторичных обмоток с промежуточными отводами;
- одной обмотки для фильтра;
- одной обмотки для группы 1 — вспомогательных машин, с промежуточным отводом;
- одной обмотки для группы 2 — зарядного устройства аккумуляторной батареи, отопления, песочниц, с промежуточным отводом;
- одной обмотки для общей шины.

Напряжения на обмотках трансформатора при напряжении в контактной сети:
|                               | 15 000 В/16,67 Гц | 25 000 В/50 Гц |
| ----------------------------- | ----------------- | -------------- |
| Первичная                     | 15 000 В          | 25 000 В       |
| Вторичная тяговая             | 4 × 1340 В        | 4 × 1340 В     |
| Сетевого фильтра              | 991 В             | 1651 В         |
| Обогрева                      | 1004 В            | 1496 В         |
| Вспом. машин (первая обмотка) | 348 В             | 357 В          |
| Вспом. машин (вторая обмотка) | 201 В             | 201 В          |

Выпрямитель тока необходим для выполнения функций преобразования входящего однофазного тока одной из двух систем, поступающего из контактной сети в трёхфазный ток для работы асинхронных трёхфазных двигателей (его правильнее было бы называть Тяговый преобразователь).
Каждый выпрямитель состоит из
- двух четырёхквадрантных полупериодных выпрямителей, запитываемых каждый от своей обмотки трансформатора и преобразующих переменный ток в постоянный;
- одного инвертора тока, преобразующего постоянный ток в трёхфазный регулируемой величины и частоты для тяговых электродвигателей.

Изменяя напряжение и частоту с помощью инвертора, получают регулируемое напряжение на обмотках тяговых электродвигателей, соответственно, скорость вращения роторов двигателей, а, следовательно, и скорость движения электровоза.
При электрическом торможении цепочка контактная сеть-трансформатор-выпрямитель-инвертор-тяговый двигатель работает в обратном режиме, при этом тяговый двигатель включается в режим генератора трёхфазного тока и в конечном итоге ток возвращается в контактную сеть. Такой режим называется рекуперацией тока.
На трансформаторе, выпрямителях и инверторах стоят температурные датчики, которые меняют режим работы этих устройств на более щадящий с уменьшением мощности. Кроме того, на выпрямителе установлены датчики задымления.

#### Электрические цепи напряжением 110 В
Для снабжения электроэнергией вспомогательных машин при опущенных токоприёмниках локомотив оснащён массивной аккумуляторной батареей постоянного тока напряжением 110 В, расположенной под кузовом электровоза между тележками.
Зарядное устройство батареи получает питание от вторичной обмотки для вспомогательных машин группы 2 главного трансформатора, выпрямляет переменный ток 200 В в постоянный 110 В и производит заряд аккумуляторов. Оно оснащено защитным автоматом, отключающим зарядное устройство при величине переменного тока более 150 А. После восстановления защиты появляется предупредительная надпись на дисплее технического состояния оборудования на пульте машиниста о том, что была сработана защита зарядки аккумуляторной батареи по причине превышения тока.
Напряжение, ток зарядки и температура зарядного устройства и аккумуляторной батареи постоянно контролируется специальным устройством, кроме того установлено защитное реле, отключающее аккумуляторную батарею при её глубокой разрядке для исключения повреждения батареи:
- при падении напряжении на батарее до величины менее 95 В загорается предупреждение на дисплей пульта машиниста, через 10 мин. после этого происходит отключение батареи;
- при падении напряжения на батарее ниже 80 В выдаётся предупреждение на дисплей и отключается главный выключатель;
- при превышении напряжения выше 135 В выдаётся предупреждение на дисплей и отключается зарядное устройство.

При повреждении зарядного устройства возможно продолжение движения, но от батареи отключаются максимально возможные устройства для увеличения времени работы батареи до срабатывания защиты разрядки.
Восстановление защиты зарядного устройства и аккумуляторной батареи выдаётся предупреждение на дисплей на пульте машиниста, а при отключении главного выключателя по причине глубокой разрядки батареи автоматически срабатывает принудительное торможение поезда.
Аккумуляторная батарея включается автоматическим выключателем (рубильником). Все потребители электрической энергии 110 В также имеют защитные автоматические выключатели.
К сети 110 В подключены следующие устройства и потребители тока:
- зарядное устройство аккумуляторной батареи;
- аккумуляторная батарея;
- автомат защиты зарядного устройства и аккумуляторной батареи;
- освещение кузова, приборов внутри кузова;
- микропроцессорное защитное устройство сети 110 В;
- устройство управления тормозами;
- система управления главным выключателем;
- защитное устройство агрегатов электровоза;
- интегрированное устройство управления;
- система контроля бдительности машиниста SIFA (de:Sicherheitsfahrschaltung);
- средства локомотивной сигнализации и автоведения поездов (LZB de:Linienzugbeeinflussung, PZB de:Punktförmige Zugbeeinflussung);
- средства поездной радиосвязи;
- контакторы и устройства коммутации силовых цепей;
- дисплеи и табло пультов машиниста;
- вспомогательное оборудование;
- преобразователь 110/24 В для питания сигнального освещения, гребнесмазывателя, регулятора отопления и других низковольтных устройств.

### Система охлаждения и вентиляции
Для вентиляции тяговых двигателей используется воздух, нагнетаемый вентиляторами, установленными в охлаждающей башне. Проходя через башню, холодный воздух используется не только для охлаждения тяговых двигателей, установленных на тележках электровоза, но и он является звеном в цепи системы охлаждения силовых аппаратов электровоза.
Система охлаждения состоит из трёх кругов циркуляции. Два — выпрямителей и один — трансформатора. Охлаждающая жидкость проходит путь от насоса через охладительную башню в теплообменник выпрямителя или трансформатора и затем поступает обратно в насос.
В качестве охлаждающей жидкости на электровозе применена полиэстерная субстанция, неагрессивная, неядовитая, нерастворимая в воде и тяжело возгораемая.
Каждый круг охлаждения имеет свой циркуляционный насос. Насосы охлаждения выпрямителей установлены в соответствующих выпрямительных шкафах, насосы для охлаждения трансформатора закреплены на трансформаторе.
В охладительной башне находится вентилятор, приводимый в движение электромотором. Вентилятор засасывает атмосферный воздух в башню через решётки на крыше электровоза.
В каждом круге охлаждения выпрямителей имеется расширительный бак с мерным стеклом, расширительный бак трансформатора с мерным стеклом закреплён на охладительной башне № 2.
Двухступенчатая защита Бухгольца контролирует состояние трансформатора в части газообразования в системе охлаждения. На пульте машиниста на экране загорается предупреждение с указанием необходимых действий, если загорится аварийный сигнал, то срабатывает главный выключатель на выключение с невозможностью включения его вновь (состояние заперто).
Два температурных датчика выведены на экран на пульт машиниста и позволяют контролировать параметры охлаждения.

## Послесловие
В настоящее время фирма ADtranz перешла под контроль компании Bombardier, которая установила новое обозначение для модельного ряда электровозов. Все электровозы входят в концепцию TRAXX (Transnational Railway Applications with eXtreme fleXibility) de:Traxx и серия 185 входит в ряд электровозов типа F 140 AC. В этот тип входят также модели электровозов: выпускаемые для железных дорог Швейцарии электровозы, обозначаемые как RE 482 001—034, для Швеции — RE 485 001—020, для Люксембурга — 4001 — 4020, частных железных дорог Германии — ME 146-01-10, 185-CL 001—009, 185 510—557, а также односистемные локомотивы серии 146.
Дальнейшая модернизация локомотивов привела к появлению нового модельного ряда электровозов F 140 AC — F 140 AC2 , которые входят в концепцию TRAXX2. Была немного улучшена форма локомотива. Обозначение электровоза BR 185 разделилось на BR 185.1 (первого типа — TRAXX) и BR 185.2 (второго типа — TRAXX2). В системе нумерации это выглядит так: BR 185 001—200 — типа TRAXX и BR 185 201—400 — типа TRAXX2. de:Traxx